# 아이스 에이지 (시리즈)

영어 로고

아이스 에이지는 20세기 폭스가 배급하고 블루 스카이 스튜디오이 제작한 애니메이션 미디어 프랜차이즈이다.

## 영화
- 아이스 에이지
- 아이스 에이지 2
- 아이스 에이지 3: 공룡시대
- 아이스 에이지 4: 대륙 이동설
- 아이스 에이지: 지구 대충돌
- 아이스 에이지: 벅의 대모험
- 아이스 에이지6

## 텔레비전 특집
- 아이스 에이지: 매머드 크리스마스
- 아이스 에이지: 알 찾기 대소동
- 아이스 에이지: 스크랫 테일즈

## 비디오 게임
- 아이스 에이지
- 아이스 에이지 2
- 아이스 에이지 4: 대륙 이동설

## 단편 영화
- 스크랫의 모험
- 대빵이모의 영화 뒷이야기
- 스크랫의 도토리 무한도전
- 시드의 서바이벌 캠프